# Elizabeth Hanna
Pour les articles homonymes, voir Hanna.
Elizabeth Hanna est une actrice canadienne.

## Filmographie
- 1982 : Ozu no mahôtsukai : The Wicked Witch / The Good Witch of the North / Jellia Jamb (voix)
- 1985 : Check It Out (série télévisée) : T.C. Collingwood
- 1986 : Killer Party : Stephanie
- 1987 : Hello Kitty's Furry Tale Theater (série télévisée) : Grandma Kitty / Mama Kitty (voix)
- 1987 : Les Envoûtés (The Believers) : Doctor at hospital
- 1987 : The Care Bears Adventure in Wonderland : The Queen of Hearts (voix)
- 1988 : Police Academy (série télévisée) (voix)
- 1988 : C.O.P.S. (série télévisée) : Suzy 'Mirage' Young / Audrey Ferrer (voix)
- 1988 : Double Standard (TV)
- 1989 : Babar ("Babar") (série télévisée) : La vieille Dame (voix)
- 1989 : Beetlejuice (série télévisée) : Delia Deitz (voix)
- 1989 : Le Triomphe de Babar (Babar: The Movie) : La vieille Dame, Reine Céleste (voix)
- 1989 : Super Mario Bros. (série télévisée) : The Triforce of Wisdom (voix)
- 1990 : The Nutcracker Prince : Marie / Mrs. Schaeffer / Doll / Guest #4 / Spectator (voix)
- 1985 : The Raccoons (série télévisée) : Nicole Raccoon (1990-1991) (voix)
- 1993 : Meurtre que je n'ai pas commis (Woman on the Run: The Lawrencia Bembenek Story) (TV) : Diane Hanson
- 1993 : Les Crocs malins (Dog City) (série télévisée) : Rosie (voix)
- 1995 : Little Bear (série télévisée) (voix)
- 1998 : The Silver Surfer (série télévisée) : Kili the Troll (voix)
- 1999 : Babar, roi des éléphants (Babar: King of the Elephants) : La vieille Dame (voix)
- 2003 : Rolie Polie Olie: The Baby Bot Chase (vidéo) : Kindly Lady
- 2005 : Care Bears: Big Wish Movie (vidéo) : Big Wish (voix)
- 2011 : Mia and Me (série télévisée) : Panthea (voix)